# バルクホールディングス
株式会社バルクホールディングスは、セキュリティ事業、マーケティング事業などを展開する持株会社。

## グループ会社
連結子会社
- 株式会社バルク[3]
- 株式会社MSS[3]
- 株式会社CEL[3]
- 株式会社サイバージムジャパン[3]
- Strategic Cyber Holdings LLC（米国）[3]

持分法適用会社
- 該当なし

## 沿革
- 1994年9月 - 千葉県佐倉市に株式会社バルク設立（資本金10百万円）[4]。村松澄夫が代表取締役社長に就任した。
- 2000年1月 - 東京都千代田区東神田に本社移転[4]。
- 2005年
  - 3月 - 東京都中央区日本橋馬喰町に本社移転[4]。
  - 4月 - 株式会社バルクセキュア設立（100％出資）[4]。
  - 12月14日 - 名古屋証券取引所セントレックス市場に上場。

- 2006年5月 - 日本データベース開発株式会社を株式取得により100％子会社化[4]。
- 2007年
  - 3月 - 現在の事業を新設会社に承継させて分社型新設分割（物的分割）により、純粋持株会社体制に移行。商号を「株式会社バルクホールディングス」に変更し、新設会社の商号を「株式会社バルク」とする。
  - 7月 - 株式会社アトラス・コンサルティング設立（100％出資）[4]。

- 2008年3月 - 株式会社バルク（存続会社）が株式会社バルクセキュア（消滅会社）を吸収合併[4]。
- 2010年5月 - 株式会社ヴィオの株式を51％取得し子会社化[4]。
- 2012年11月 - 株式会社アトラス・コンサルティングを株式の一部譲渡に伴う持分法適用関連会社化[4]。
- 2013年3月 - 株式会社マーケティング・システム・サービスを株式取得及び株式交換により100%子会社化[4]。
- 2014年
  - 1月 - 株式会社ハウスバンクインターナショナルを株式交換により100%子会社化[4]。
  - 3月 - 日本データベース開発株式会社の全株式を譲渡した[4]。

- 2017年3月 - 株式会社ハウスバンクインターナショナルの全株式を譲渡した[4]。
- 2018年
  - 1月 - 株式会社ヴィオの全株式を譲渡した[4]。米国子会社Strategic Cyber Holdings LLCを設立した[4]。
  - 9月 - サイバーセキュリティアドバイザリーを目的とした株式会社CELを設立（100%出資）[4]。
- 2021年12月 - 東京都港区虎ノ門に本社移転[4]
- 2022年4月4日 - 名古屋証券取引所の市場区分見直しにより、名証ネクストへ移行。